# Julie (гидроакустическая система)
Julie — активный бистатический гидролокатор, предназначенный для поиска подводных лодок. Использовал технологию ERR (англ. Explosive Echo Ranging, определение дальности по эхо-сигналу от взрыва). Источниками зондирующего сигнала служили практические заряды (глубинные бомбы малого калибра), приёмниками — гидроакустические буи различных типов (AN/SSQ-2, AN/SSQ-23). Гидроакустический сигнал ретранслировался по УКВ-каналу на противолодочный самолёт, где обрабатывался для определения типов и координат подводных объектов.
Перед зондированием противолодочный самолёт устанавливал на исследуемой акватории гидроакустические буи, после чего подрывал несколько глубинных бомб малого калибра, называемых практическими зарядами (англ. Practice Depth Charge, PDC). Прямой и отражённый от подводной лодки акустический сигнал принимался буями и распечатывался на бумажной ленте. При помощи специальных линеек, откалиброванных в зависимости от температуры воды ((англ. Julie rulers, линейки Джули)), операторы определяли расстояние от цели до соответствующего буя. Расстояние до двух буёв позволяло определить координаты лодки, однако при этом возникала неоднозначность (лодка могла находиться в любой из двух точек, симметричных относительно линии, проходящей через пару буёв). Для устранения неоднозначности либо использовали три буя, либо проверяли обе точки вероятного положения лодки магнитным детектором.
Главным недостатком системы Julie была невозможность скрытного поиска подводной лодки. После взрыва глубинных бомб подводная лодка предпринимала манёвр уклонения, меняла курс, глубину, выпускала гидроакустические помехи, использовала особенности гидрологической обстановки, что значительно уменьшало радиус уверенного обнаружения лодки системой. Для стабильной работы система требовала высоко квалифицированной сработанной команды операторов. Обычно система Julie работала совместно с другими системами поиска. Например, при выполнении манёвра уклонения подводная лодка как правило увеличивала скорость, что повышало уровень шумов движителя и механизмов и увеличивало дальность обнаружения лодки пассивной системой Jezebel.
В ВМС США применялась многоступенчатая процедура поиска и уничтожения подводных лодок. Первичный контакт с целью устанавливался системой дальнего обнаружения SOSUS, затем координаты цели уточнялись сначала системой Jezebel, затем Julie. Если подводная лодка всплывала на перископную глубину, в эту цепочку добавлялось обнаружение лодки радаром противолодочного самолёта. На завершающем этапе поиска непосредственно перед атакой лодки глубинными бомбами для точной локализации цели использовался магнитный детектор.
Первоначально для систем Julie и Jezebel использовался один тип пассивного буя, однако в дальнейшем для каждой системы был разработан собственный буй. Буй для системы Julie был значительно дешевле, поскольку система была менее требовательна к параметрам гидрофонов, требовалось только зафиксировать белый шум прямой и отражённой волны.
Julie разработана в Исследовательском центре морской авиации (англ. Naval Air Warfare Center Warminster) и поступила на вооружение ВМС США в 1956 году со штатным буём AN/SSQ-2B. В 1957 году буй был заменён на AN/SSQ-23.
Julie была единственной системой ERR, использовавшейся в ВМС США. В дальнейшем она была заменена системами активных гидракустических буёв, которые подобно гидролокаторам генерировали свой собственный зондирующий сигнал.

## Интересные факты
Разработкой системы, в настоящее время известной под названием Julie, в середине 1950-х годов занимался Исследовательский центр морской авиации (англ. Naval Air Warfare Center Warminster). В расположенном невдалеке городе Филадельфия находилось известное кабаре «The Wedge», где выступала популярная исполнительница эротических танцев Джули Гибсон (англ. Julie Gibson). Среди поклонников Джули была популярна фраза «Джули заставляет пассивных мальчиков проявлять активность» (англ. Julie made passive boys go active). 
В английском языке слово «мальчик» (англ. boy) созвучно слову «буй» (англ. buoy). В разрабатывавшейся системе использовались пассивные (то есть работавшие только на приём) буи, однако система имела свой собственный источник зондирующих сигналов, и поэтому в целом была активной. Благодаря этим ассоциациям система получила название «Джули».
Другая гидроакустическая система, широко использовавшаяся в ВМС США в 1960-х годах, также носит женское имя «Изабель» (англ. Jezebel, Джезебел). Бытует убеждение, что так звали ещё одну танцовщицу из этого кабаре. По другой версии, система названа в честь библейского персонажа, израильской царицы Иезавель.